# 米哈埃拉·马里诺娃
米哈埃拉·马里诺娃（羅馬化：Mihaela Marinova；1998年5月7日），是保加利亚歌手兼作词人，2014年参加保加利亚X音素获得第三名。2015年，她的首发单曲成为保加利亚广播和电视上最受欢迎的单曲。